# Podgorny (Adygeja, Stadtkreis Maikop)
Podgorny (russisch Подгорный) ist ein Dorf (posjolok) in Südrussland. Es gehört zur Republik Adygeja und hat 754 Einwohner (Stand 2019). Im Ort gibt es 9 Straßen. Das Dorf wurde 1961 gegründet.

## Geographie
Das Dorf liegt im Osten des Stadtkreis Maikop, am rechten Ufer des Psenaf, 7 km nordwestlich der Stadt Maikop und 23 km südöstlich der Stadt Beloretschensk. Kosinow, Kalinin, Sowetski, Zapadny, Rodnikowy, Chanskaja, Wostotschny sind die nächsten Siedlungen.